# تاریخ مهندسی

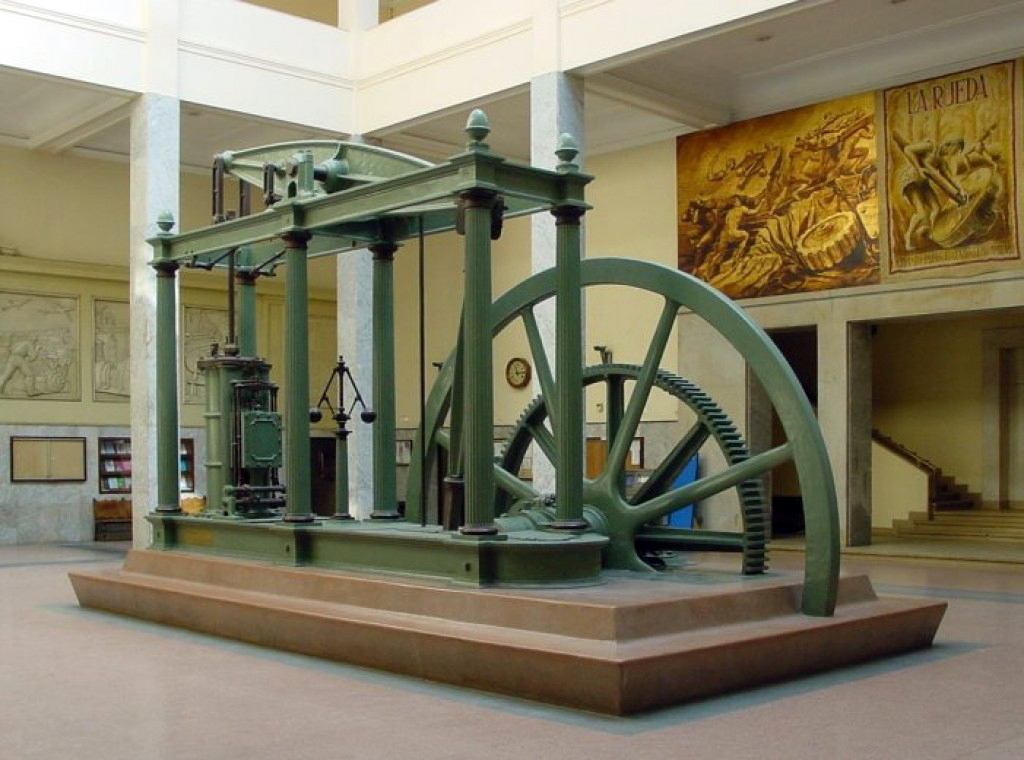
موتور بخار وات، به عنوان پیشرو بزرگ انقلاب صنعتی اهمیت مهندسی در تاریخ مدرن را برجسته می‌کند. این مدل در نمایشگاه اصلی ساختمان ETSIIM در مادرید، اسپانیا است.

تاریخ مهندسی از قرون وسطی و در زمانی که انسان‌ها اختراع‌های مثل چرخ و قرقره را داشتند وجود دارد. هرکدام از این اختراع‌ها با تعریف مدرن از مهندسی مطابقت دارد و اصول مکانیکی اصلی برای ساخت اهداف و ابزار مفید را کشف کرد.
خود اصطلاح مهندسی نیز ریشه‌شناسی دارد که از کلمه مهندسی آمده و به سال ۱۳۰۰ و از زمانی بر می‌گردد که واژه مهندسی (کسی که بر روی موتور کار می‌کند) را به سازنده موتورهای مهندسی می‌گویند. اکنون در این زمینه موتور، به ماشین نظامی مثل موتورهای مکانیکی در جنگ گفته می‌شود. نمونه‌های این استفاده مطلق در این زمان، محصولات مهندسی شده نظامی مثل محصولات نظامی مهندسین هستند.
خود کلمه موتور یک منشأ قدیمی تر دارد که از کلمه‌ای لاتین به معنای کیفیت کامل و بخصوص قدرت ذهنی می‌آید. سپس با طراحی ساختارهای تمدن مثل پل‌ها و ساختمان‌ها به صورت یک اصل فنی، اصلاح مهندسی شهری دارد و اثر کار شد و روشی برای تمایز قائل شدن بین این ساختارهای اختصاصی پروژه‌های غیرنظامی و اصیل در اصل قدیمی تر مهندسی نظامی هستند.

## عصر باستانی

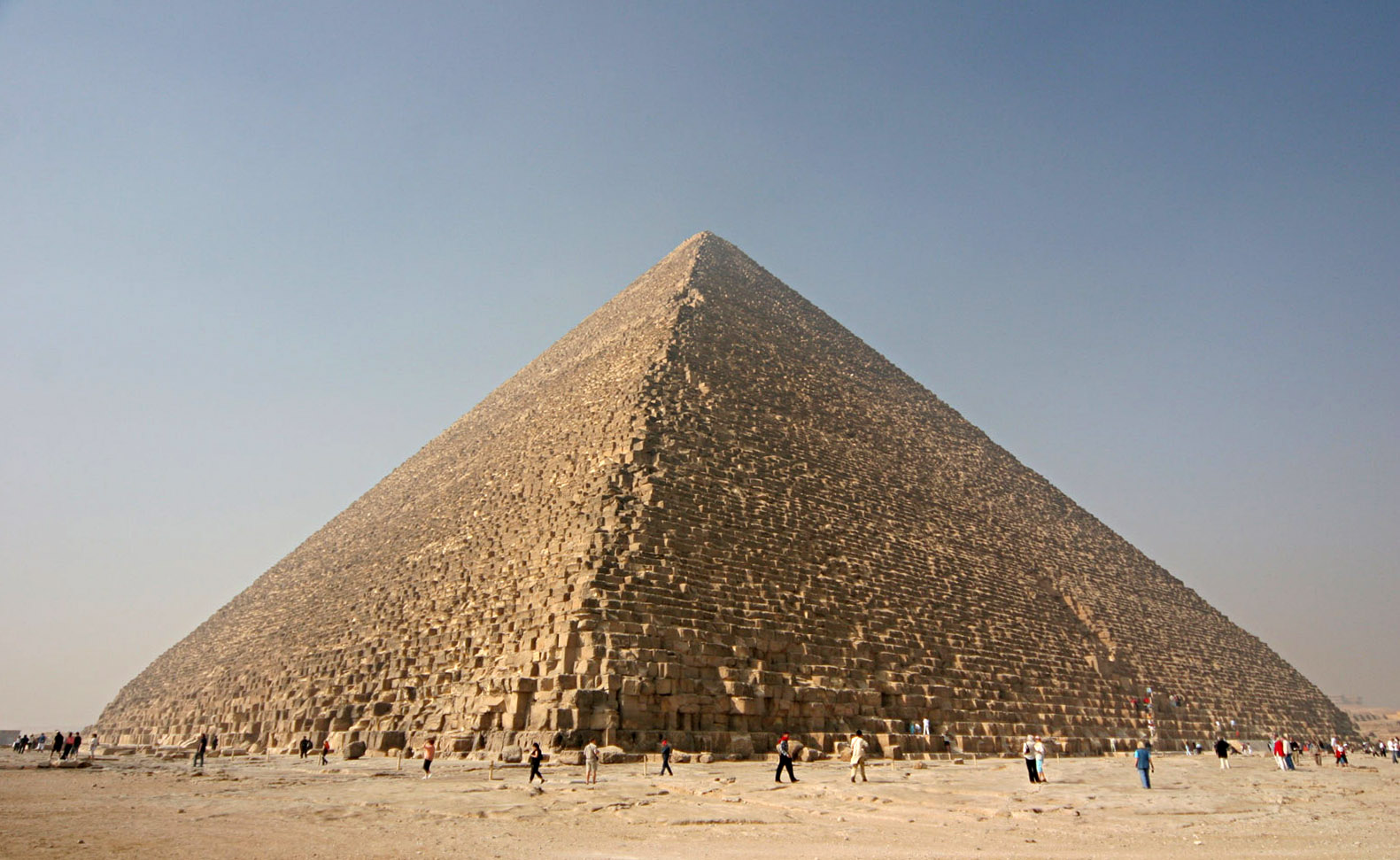
اهرام مصر یکی از شاهکار های مهندسی جهان

فانوس دریایی اسکندریه، اهرام مصر، باغ‌های معلق بابلی، قلعه اکروپیلوس و پارتنون اریوپان یا ابپا و کلوسوم تیوتی‌ها کان ومهرها واقوام مایان، انیکا و امپراطوری از تک و دیوارعظیم چین، معبد بریهاد سوارتانجاوور در بین دیگران شهارتی برای مهارت مهندسین شهری و نظامی باستان هستند، اما مهندسین اولیه شهری را من هوتپ می‌نامیدند.
او به عنوان یکی از مسئولین دجوسر ساختار هرم دجوسر را در ساکارا در مصر حول سال‌های ۲۶۳۰–۲۶۶بی سی طراحی و سرپرستی کرد. یونان باستان ماشین‌هایی را در حوزه شهری ونظامی ساخت. مکانیزم آنتی کتیرا نخستین رایانه ماشینی مشهور و اختراع مکانیکی هخامنشیان نمونه‌هایی از مهندسی اولیه شهری هستند. بعضی از اختراع‌ها هخامنشیان مثل مکانیزم آنتی کیتارا به دانش پیچیده‌ای از رندهای مختلفی نیاز داشت که دو اصل کلیدی در تئوری ماشینی است که به طراحی دنباله‌های دنده انقلاب صنعتی کمک کرد و امروزه در زمینه‌های گسترده‌ای مثل رباتیک و مهندسی اتومبیل از آن استفاده می‌شود. ارتش‌های چین، یونان و رم ماشین‌های پیچیده نظامی و اختراع‌های را در قرن بی. سی۴ مثل تریوم، بالستا و کاتاپوست ساختند.

## عصر رنسانس
ویلیام گیلبرت نخستین مهندس الکتریسیته با ۱۶۰۰ انتشار دمگنت است. اما اصطلاح «الکتریسیته» را اختراع کرد. نخستین موتوربخار در سال ۱۶۹۸ وتوسط توماس ساوری مهندس مکانیک ساخته شد. ساخت این وسیله باعث انقلاب صنعتی در چند دهه و باعث آغاز تولید حجیم شد. با ظهور مهندسی به عنوان یک حرفه در دهه ۱۸ این اصطلاح در زمینه‌هایی به کار می‌رود که درون ریاضی و علم مورد استفاده قرار می‌گیرد. اما این زمینه به علاوه مهندسی نظامی و شهری، هنرهای مکانیکی ادغام شده مهندسی دارد.

## عصر مدرن
مراحل اولیه مهندسی الکتریسیته شامل آزمایش‌ها انساندررو ولتا در دهه ۱۸۰۰، آزمایش‌ها مایکل فارادی جورج اوهم و دیگران و اختراع موتور الکتریسیته در سال ۱۸۷۲ است. کار جیمز مکس ول و هنریچ هرتز در اواخر قرن ۱۹ این رشته الکترونیک را ایجاد می‌کند. اختراع بعدی لوله بخار وترانزیستور به توسعه الکترونیک کمک کرد و مهندسین الکترونیک و الکتریسیته همکاران خود را در حال افزایش می‌بینند. اختراع توماس ساوری و یک مهندس اسکاتلندی به نام جیمز وات باعث ایجاد مهندسی مکانیک مدرن شد. ساخت ماشین‌های اختصاصی و ابزار نگهداری آن‌ها در طی انقلاب صنعتی باعث رشد سریع مهندسی مکانیکی در بریتانیا و خارج می‌شود.
جان اسمیتون مهندس شهری بود و به عنوان پدر مهندسی عمران شناخته می‌شد. او یک مهندس عمران انگلیسی مسئول طراحی پل‌ها، کانال‌ها و قنات‌ها بود و یک مهندس مکانیک و فیزیک‌دان برجسته بود. اسمیتون سومین فانوس سنگی را طراحی کرد که پیشگام استفاده از آهک هیدرولیکی بود و تکنیک شامل بخش‌های گرانیک در ساخت آن را ایجاد کرد. این فانوس دریایی تا سال ۱۸۷۷ مورد استفاده قرار گرفته و مجدداً در پلی مانت هو ساخته شد که به عنوان برج اسمیتون شناخته شد. او در تاریخ و کشف و ساخت سیمان مدرن حائز اهمیت است زیرا او نیازهای ترکیبی برای «هیدروالکتریکی» بودن سیمان را می‌شناسد و در نهایت منجر به اختراع سیمان پورتلند می‌شود. مهندسی شیمی مثل مهندسی مکانیکی در قرن ۱۹ و در طی انقلاب صنعتی شکل گرفت. سازنده مقیاس صنعتی تقاضای مواد و فرایندهای جدیدی را تا سال ۱۸۸۰ برای تولید در مقیاس زیاد مواد شیمیایی دارد که درون یک صنعت جدید ساخته و برای ساخت مقیاس زیاد مواد شیمیایی در دستگاه‌های صنعتی به کار می‌رود. نقش مهندسی شیمی طراحی دستگاه‌ها و فرایندهای شیمیایی است.
مهندسی هوافضا در مورد طراحی سفینه است در حالی که مهندسی هوا فضا یک اصطلاح پیچیده‌تر است که شامل طراحی فضا می‌شود و منشاَ آن به پیشگامان هوایی در آغاز قرن ۲۰ برمی گردد، اگرچه کار سرجوج کایلی نیز از اواخر دهه قرن ۱۸ است، دانش اولیه مهندسی با مفاهیم و مهارت‌هایی از شاخه‌های مهندسی همراه است.
نخستین پی اچ پی در مهندسی در ایالات متحده برای جوسیه ویلیارد گیبر در دانشگاه یال ۱۸۶۳ و پی اچ پی دوم در علم آمریکا ست اما برادران رایت یک دهه پس از پروازهای موفق، مهندسی هوا فضا را از طریق سفینه نظامی مورد استفاده در جنگ جهانی دوم ایجاد کردند.
در سال ۱۹۹۰ و با ایجاد تکنولوژی کامپیوتری، نخستین موتور تحقیقی توسط مهندس کامپیوتر به نام ادلان امتاگ ساخته شد.